# میتسوی او اس کی لاینز
میتسویي او.اس.کي. لاینز (باليابانية: 株式会社商船三井) واختصارا (إم أو إل)هي شركة نقل و شحن يابانية يقع مقرها في حي ميناتو في طوكيو. وهي احد أكبر مشغلي سفن الشحن في العالم ومن أقدم شركات الشحن في اليابان. يعود تاريخ نشأة الشركة الى عام 1884 بتحالف بين عدد من مالكي سفن الشحن في اوساكا، نشأ عنه شركة إسمها أوساكا شوسين كايشا وإختصارا (أو إس كي). 

## نبذة

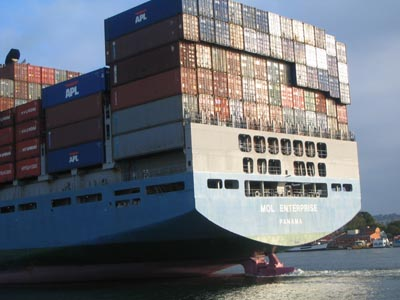
سفينة الحاويات انتربرايز في عام 2004

السفينة تريبيوت الجديدة على نهر إلبه متجهة إلى ميناء هامبورغ في سبتمبر 2017

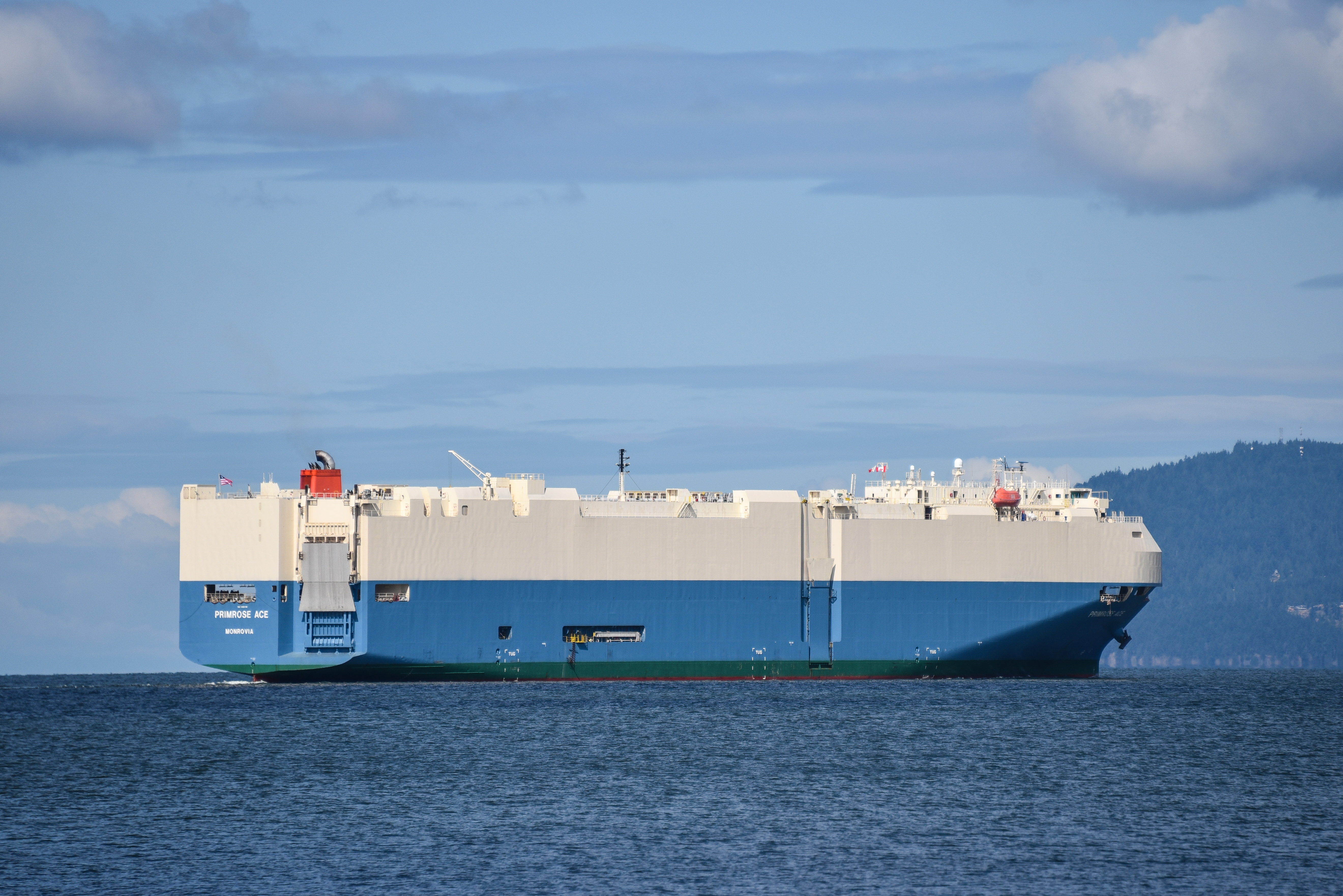
سفينة حاملة السيارات "بريمز روز إيس" في خليج إنجليش بمدينة فانكوفر، كندا (2021)

في عام 1964 في طور إعادة بناء وتنظيم صناعة الشحن في اليابان اندمجت شركةأوساكا شوسين كايشا مع شركة الشحن الأخرى ميتسوي ستيمشيب. عند ذلك كانت الشركة الجديدة أكبر شركة شحن في اليابان، برأس مال قدره 13.1 مليار ين وتمتلك 83 سفينة إجمالي حمولتها 1.237 ألف طن حمولة ساكنة. بعد الإندماج بدأت الشركة بالتفاعل مع توجه سوق الشحن وفتح قطاعات داخلية مخصصة ومركزة على أسطول سفن مخصص لنوع الشحن، بما في ذلك أنواع:
- سفن الشحن الجاف
- ناقلات الغاز الطبيعي المسال،
- سفن الشحن الرول اون رول أوف لنقل السيارات والمعدات. [3]
- ناقلات النفط.
- السفن السياحية ونقل الركاب.
- سفن الحاويات لنقل الحاويات القياسية،

في أكتوبر 2016، اتفقت الشركة مع شركة كاواساكي كيسن، وشركة نيبون يوسين كابوشيكي على دمج أعمال شحن الحاويات الخاصة بهم ونقلها بالكامل من خلال إنشاء شركة جديدة مشتركة بإسم اوشن نتورك إكسبرس.

## روابط خارجية
- الموقع الرسمي